# Rakovičko Selište
Rakovičko Selište is een plaats in de gemeente Rakovica in de Kroatische provincie Karlovac. De plaats telt 109 inwoners (2001).